# Greenville (Geòrgia)
Greenville és una ciutat i seu del Comtat de Meriwether a l'estat de Geòrgia dels Estats Units d'Amèrica.

## Demografia
Segons el cens del 2000 Greenville tenia 946 habitants, 354 habitatges, i 236 famílies. La densitat de població era de 200,7 habitants/km².
Dels 354 habitatges en un 29,4% hi vivien nens de menys de 18 anys, en un 34,5% hi vivien parelles casades, en un 29,4% dones solteres, i en un 33,1% no eren unitats familiars. En el 28,5% dels habitatges hi vivien persones soles el 13,6% de les quals corresponia a persones de 65 anys o més que vivien soles. El nombre mitjà de persones vivint en cada habitatge era de 2,67 i el nombre mitjà de persones que vivien en cada família era de 3,35.
Per edats la població es repartia de la següent manera: un 28,3% tenia menys de 18 anys, un 8,8% entre 18 i 24, un 28,2% entre 25 i 44, un 18,6% de 45 a 60 i un 16,1% 65 anys o més.
L'edat mediana era de 34 anys. Per cada 100 dones de 18 o més anys hi havia 73,8 homes.
La renda mediana per habitatge era de 25.114 $ i la renda mediana per família de 32.500 $. Els homes tenien una renda mediana de 28.750 $ mentre que les dones 21.346 $. La renda per capita de la població era de 12.997 $. Entorn del 21,9% de les famílies i el 26,1% de la població estaven per davall del llindar de pobresa.

## Poblacions properes
El següent diagrama mostra les poblacions més properes.